# Live Over Europe 2007
Live Over Europe (en castellano "En Vivo por Europa") es un álbum en vivo del grupo Genesis grabado durante la gira por Europa de "Turn It On Again" en 2007. Fue publicado el 20 de noviembre de 2007 por Atlantic Records en EE. UU., y el 26 de noviembre de 2007 por Virgin Records en Europa.
A pesar del éxito de la gira (la segunda más exitosa del 2007 luego de The Police), "Live Over Europe 2007" solo alcanzó a llegar al puesto #51 en los rankings del Reino Unido, mientras que no llegó a aparecer en ningún ranking de los Estados Unidos.

## Formación
- Phil Collins: Voz principal, percusión, batería
- Tony Banks: Teclados, coros
- Mike Rutherford: Bajo, guitarra, coros

Músicos adicionales
- Daryl Stuermer - bajo, guitarra
- Chester Thompson - Batería, percusión

## Lista de canciones

### Disco uno
| Pista | Título Inglés                              | Título Español                                     | Del Álbum                                                        | Lugar y Fecha         |
| ----- | ------------------------------------------ | -------------------------------------------------- | ---------------------------------------------------------------- | --------------------- |
| 1.    | Duke's Intro: Behind The Lines/Duke's End  | Intro de Duke: Detrás de las Líneas/Final de Duke  | Duke                                                             | Mánchester 07/07/2007 |
| 2.    | Turn It On Again                           | Enciéndelo Otra Vez                                | Duke                                                             | Ámsterdam 01/07/2007  |
| 3.    | No Son Of Mine                             | No Eres Hijo Mío                                   | We Can't Dance                                                   | Ámsterdam 01/07/2007  |
| 4.    | Land of Confusion                          | Tierra De Confusión                                | Invisible Touch                                                  | Helsinki 11/06/2007   |
| 5.    | In The Cage/The Cinema Show/Duke’s Travels | En La Jaula/La Función del Cine/Los Viajes de Duke | The Lamb Lies Down on Broadway/Selling England By The Pound/Duke | Mánchester 07/07/2007 |
| 6.    | Afterglow                                  | Resplandor Crepuscular                             | Wind & Wuthering                                                 | Manchester 07/07/2007 |
| 7.    | Hold On My Heart                           | Aférrate Corazón                                   | We Can't Dance                                                   | Hannover 23/06/2007   |
| 8.    | Home by the Sea                            | Hogar Junto al Mar                                 | Genesis                                                          | Düsseldorf 27/06/2007 |
| 9.    | Second Home By The Sea                     | Segundo Hogar Junto al Mar                         | Genesis                                                          | Roma 14/07/2007       |
| 10.   | Follow You, Follow Me                      | Te Seguiré, Me Seguirás                            | And Then There Were Three                                        | París 30/06/2007      |
| 11.   | Firth Of Fifth (Excerpt)                   | Fiordo Del Quinto (Extracto)                       | Selling England By The Pound                                     | Manchester 07/07/2007 |
| 12.   | I Know What I Like (In Your Wardrobe)      | Sé Lo Que Me Gusta (En Tu Guadrarropas)            | Selling England By The Pound                                     | Manchester 07/07/2007 |

### Disco dos
| Pista | Título Inglés                       | Título Español                                | Del Álbum                      | Lugar y Fecha                 |
| ----- | ----------------------------------- | --------------------------------------------- | ------------------------------ | ----------------------------- |
| 1.    | Mama                                | Mama                                          | Genesis                        | Fráncfort del Meno 05/07/2007 |
| 2.    | Ripples                             | Ondulaciones                                  | A Trick of the Tail            | Praga 20/06/2007              |
| 3.    | Throwing It All Away                | Desperdiciándolo Todo                         | Invisible Touch                | París 30/06/2007              |
| 4.    | Domino                              | Dominó                                        | Invisible Touch                | Roma 14/07/2007               |
| 5.    | Conversation With 2 Stools          | Conversación Con 2 Taburetes                  | N/D                            | Múnich 10/07/2007             |
| 6.    | Los Endos                           | Los Endos                                     | A Trick of the Tail            | Londres 08/07/2007            |
| 7.    | Tonight, Tonight, Tonight (Excerpt) | Esta Noche, Esta Noche, Esta Noche (Extracto) | Invisible Touch                | Roma 14/07/2007               |
| 8.    | Invisible Touch                     | Toque Invisible                               | Invisible Touch                | Roma 14/07/2007               |
| 9.    | I Can't Dance                       | No Puedo Bailar                               | We Can't Dance                 | Múnich 10/07/2007             |
| 10.   | The Carpet Crawlers                 | Los Que se Arrastran en la Alfombra           | The Lamb Lies Down on Broadway | Mánchester 07/07/2007         |